# Emilio Veratti
Emilio Veratti (Biumo Superiore, 24 marzo 1872 – Biumo Superiore, 24 febbraio 1967) è stato un patologo e batteriologo italiano noto per aver descritto per la prima volta il reticolo sarcoplasmatico nella fibrocellula muscolare.

## Biografia
Emilio Veratti nacque a Biumo Superiore, una frazione di Varese. Dopo  aver conseguito la maturità classica a Varese, si iscrisse alla Facoltà di Medicina dell'Università degli Studi di Pavia, dove fu allievo di Camillo Golgi, direttore dell'Istituto di Patologia Generale. Ancora studente del IV anno di Medicina affrontò il problema di un'epidemia di tifo verificatasi a Pavia, indicandone le cause (inquinamento dell'acqua potabile da acque nere) e i possibili rimedi (modifiche radicali della fognatura, nuovo acquedotto, fontanelle pubbliche di sicurezza). Puntando al massimo dei voti e alla lode, per evitare il giudizio del professor Giacomo Sangalli, oppositore di Golgi e dei suoi allievi, nel 1895 lasciò Pavia per l' Università di Bologna, ove nel 1896 si laureò discutendo una tesi sul significato di alcune cellule della corteccia cerebrale; oltre alla lode ottenne il premio reale Vittorio Emanuele II per la miglior dissertazione di laurea. Nel 1899 l'Istituto Lombardo di Scienze e Lettere gli assegnò il premio della Fondazione Fossati per una ricerca sui centri acustici dei mammiferi.
Veratti rimase all'Istituto di Patologia Generale di Pavia con Camillo Golgi, di cui fu l'allievo più fidato. Dopo il ritiro di Golgi (1921) entrò nell'istituto di Clinica Medica fondando un laboratorio clinico di tipo epidemiologico, patologico e batteriologico. Fu autore di oltre settanta lavori pubblicati come unico autore. Salì in cattedra tuttavia solo all'età di 58 anni, nel 1930, quando divenne professore di Patologia generale a Pavia; si ritirò nel 1942.
Il nome di Veratti salì alla ribalta scientifica nel 1961. Nel 1902 Veratti aveva descritto, in preparati di fibra muscolare colorati con metalli pesanti e osservati al microscopio ottico, la presenza in seno al sarcoplasma interfibrillare di una delicata e complessa trama di filamenti che sembravano circondare le miofibrille ad una ad una e che Veratti battezzò «reticolo sarcoplasmatico». A metà degli anni cinquanta, quando il lavoro di Veratti era stato completamente dimenticato, il reticolo sarcoplasmatico venne messo in evidenza al microscopio elettronico da Stanley H. Bennett e Keith R. Porter. La ricerca di eventuali immagini di questi organelli al microscopio ottico portò alla riscoperta del lavoro di Veratti del 1902, che venne tradotto in lingua inglese (1961), rendendo famoso il nome dell'autore ormai novantenne.

## Opere (Selezione)
- Ricerche sulla origine delle plasmazellen : Tesi di Libera docenza (Laboratorio di patologia ed istologia della R. Universita di Pavia, diretto dal prof. Golgi), Pavia: Tip. Succ. Bizzoni, 1905
- Camillo Golgi e la sua opera scientifica. Boll. Ist. Sieroter. Milan., 5: 1-14. (1926)
- Corso di patologia generale, Pavia: Lit. Cucchi, Pellegrini e C., 1919
- Patologia Generale, Milano: Vallardi, 1930
- Manuale di batteriologia pratica, Milano: Società editrice libraria, 1939
- L'interpretazione dei corpi del Negri cinquant'anni dopo la scoperta. Boll. Soc. Med.-Chir. Pavia, 67: 1-13 (1953)